# Kirchheim, Bas-Rhin
Kirchheim je občina v departmaju Bas-Rhin francoske regije Alzacija.
Leta 1990 je v občini živelo 499 oseb oz. 217 oseb/km².